# Cerro Lípez
Der Cerro Lípez ist ein Stratovulkan in der Cordillera de Lípez im südwestlichen Bolivien und liegt in der Provinz Sur Lípez im Departamento Potosí. Mit seinem Doppelgipfel von 5.929 Meter Höhe ist er nach dem Uturuncu der zweithöchste Gipfel der Cordillera de Lípez.
Auf einigen Karten wird der Cerro Lípez fälschlicherweise als "Nuevo Mundo" bezeichnet. Tatsächlich jedoch liegt der Nuevo Mundo mehrere hundert Kilometer weiter nordöstlich des Cerro Lípez und ist etwa 500 Meter niedriger. Die fehlerhafte Bezeichnung ist auf missverständliche Einträge des deutschen Geologen und Bergsteigers Friedrich Ahlfeld zurückzuführen, der in einem Brief von 1962 an den Historiker Evelio Echevita erwähnte, dass zwei Gipfel der Cordillera de Lípez als "Nuevo Mundo" in Frage kommen könnten.